# 주어사지
주어사지는 대한민국 경기도 여주시 산북면 주어리에 있다. 2012년 7월 11일 여주시의 향토유적 제19호로 지정되었다.

## 개요
주어사는 산북면 하품2리 앵자봉 서쪽 기슭에 있었던 사찰로서, 창건 및 폐사 연대는 정확히 알려져 있지 않지만, 19세기 중엽에 폐사된 것으로 추정된다, 다만 한 승려가 절터를 찾던 중 잉어를 따라 가던 꿈을 꾸고 얻은 터라는 이야기가 전해져오고 있다. 
1779년 조선 정조 3년 학자 권철신의 주도 아래 정약전, 권상학, 이총억 등이 참석해 한역 서학서(西學書)의 강학(講學)이 이뤄진 곳이다. 